# Люлео
Лулео (на шведски: Luleå) е град в североизточната част на Швеция, главен административен център на лен Норботен и на едноименната община Лулео. Разположен е около устието на река Лулеелвен по западния бряг на Ботническия залив. Намира се на около 700 km на североизток от столицата Стокхолм. Получава статут на град през 1621 г. Има пристанище, крайна жп гара и летище. Университетът на Лулео е основан през 1971 г. Населението на града е 46 607 жители според данни от преброяването през 2010 г.